# ستانلي بوريدا
ستانلي بوريدا (بالإنجليزية: Stanley Poreda)‏ مواليد 30 يناير 1909 في جيرسي سيتي - الوفاة 30 نوفمبر 1983، كان ملاكم أمريكي سابق صنّف ضمن فئة الوزن الثقيل.

## إحصائيات
خاض خلال مسيرته 39 نزالا، فاز في 28 ولم يتعادل وخسر في 11. فاز بالضربة القاضية في 12 نزالا.

## روابط خارجية
- ستانلي بوريدا على موقع بوكس ريك (الإنجليزية) (registration required)